# Stephanie Rummens
Stephanie Rummens (12 mei 1993) is een Belgisch hockeyster.

## Levensloop
Rummens verdigde ca. 20 jaar de kleuren van KHC Dragons, waarvan ze een tijdlang kapitein was. In 2019 maakte ze de overstap naar Royal Beerschot. Daarnaast was ze actief bij het Belgisch hockeyteam. Met de Red Panthers nam ze onder meer deel aan het Europees kampioenschap van 2013.